# Deshora
Deshora és una pel·lícula en colors coproducció de l'Argentina, Colòmbia i Noruega dirigida per Bárbara Sarasola-Day  segons el seu propi guió que es va estrenar el 6 de febrer de 2014 i que va tenir com a protagonistes a Luis Ziembrowski, Alejandro Buitrago i María Ucedo.

## Sinopsi
En una plantació de tabac al nord-oest argentí, on Ernesto i Helena, que porten casats molts anys, reben la visita de Joaquín, el cosí gairebé desconegut d'ella, acabat de sortir d'una rehabilitació i es crea una situació de triangle amorós.

## Repartiment
- Luis Ziembrowski... Ernesto
- Alejandro Buitrago... Joaquín
- María Ucedo... Helena
- Danny Márquez Veleizán... Gregorio
- Marta Lubos... Estela
- Berta Serapio... Isidora
- Guido Núñez... Rengo
- Javier Flores Lescano... Amigo de Ernesto
- Jorge Chamisa López... Juez de riña
- Julieta Teruel... Prostituta

## Comentaris
Adolfo C. Martínez a La Nación va opinar:
| « | ”En… el seu primer llargmetratge, la directora… va aconseguir el seu propòsit de crear un gairebé torturante clima en el qual l'íntim cerca tot el temps les seves fronteres. Els seus personatges queden així enfront d'un doble joc: el que es comparteix i el que es preserva, l'acceptable i el tabú. Amb una reeixida fotografia de Lucio Bonelli, que va aconseguir imposar el necessari esperit a l'anècdota tant en els interiors com en els exteriors, rodats en Salta, l'elenc va saber també construir amb enorme naturalitat els seus personatges. Luis Ziembrowski (excel·lent en el seu paper d'home humiliat), Alejandro Buitrago (el jove que descobreix nous micromons) i María Ucedo componen aquest trio que buscarà, cadascun a la seva manera, la manera de sortir indemnes d'existències que els impedeixen viure en plenitud.” | » |

Pablo Raimondi a Clarín va escriure:
| « | ” La novella directora plasma, des de l'artesania d'aquest drama d'observació, una rica història de secrets entre els protagonistes. La tensió sura en l'aire, cadascun tira d'una corda imaginària com si fos una cinchada. I en el mitjà està Joaquín, qui compleix un rol entre enigmàtic i ambigu, matisat pel seu, no tan casual, aspecte androgin. Des de la contemplació, ell sembrarà dubtes (i desafiarà) els conflictes que se li creuin: es nega a disparar una escopeta o pregunta què succeeix si els galls de renyina no barallen. Navega en contra del corrent. L'abstracció és la seva arma, perquè sap que amb el temps l'explosió de situacions serà inevitable. I començarà a gatillarse la veritable “cacera” humana. Deshora és un film cos a cos on la intimitat és un cadenat obert per la clau del desig. Les mirades penetren als personatges. El sexe farà la resta. Els camps de tabac, una llacuna artificial i l'espessor de la selva són glopades d'aire fresc davant l'eròtica i sufocant situació a l'interior de la finca. Un film de contrastos. Uns llimbs.” | » |

## Premis
Premis Cóndor de Plata.
| Any  | Categoria          | Receptor             | Resultat |
| ---- | ------------------ | -------------------- | -------- |
| 2015 | Millor opera prima | Bárbara Sarasola-Day | Nominat  |
| 2015 | Millor fotografia  | Lucio Bonelli        | Nominat  |
| 2015 | Millor so          | Jesica Suarez        | Nominat  |